# Nielidowo (stacja kolejowa)
Nielidowo (ros. Нелидово) – stacja kolejowa w miejscowości Nielidowo, w rejonie nielidowskim, w obwodzie twerskim, w Rosji. Położona jest na linii Moskwa - Siebież.

## Historia
Stacja powstała na początku XX w. na linii moskiewsko-windawskiej pomiędzy stacjami Mostowaja i Ziemcy. Była to wówczas najbliższa stacja dla miasta powiatowego Białej. Przed powstaniem stacji na tych terenach znajdowało się kilka niewielkich miejscowości. Później wokół stacji powstało miasto o tej samej nazwie.

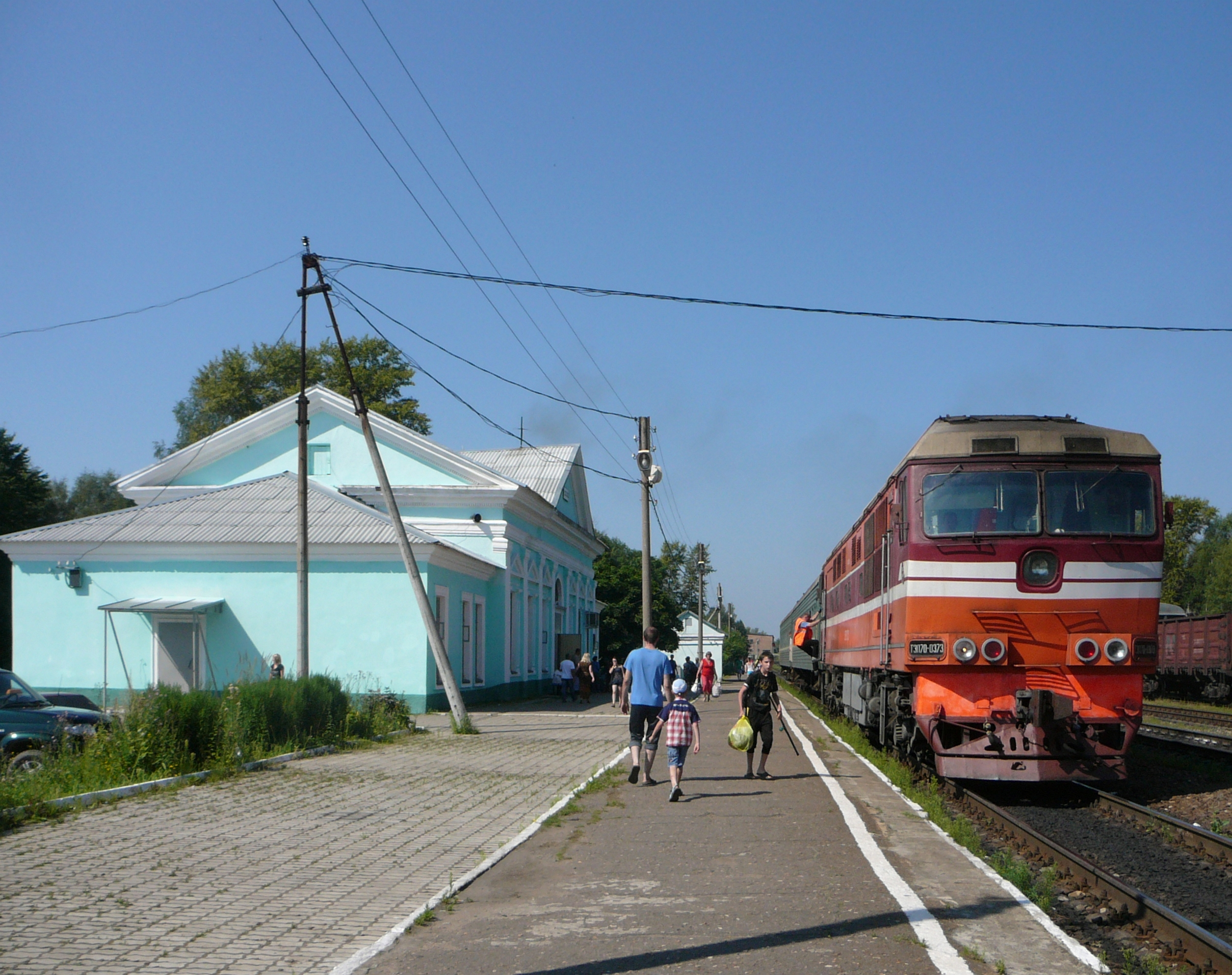
Peron
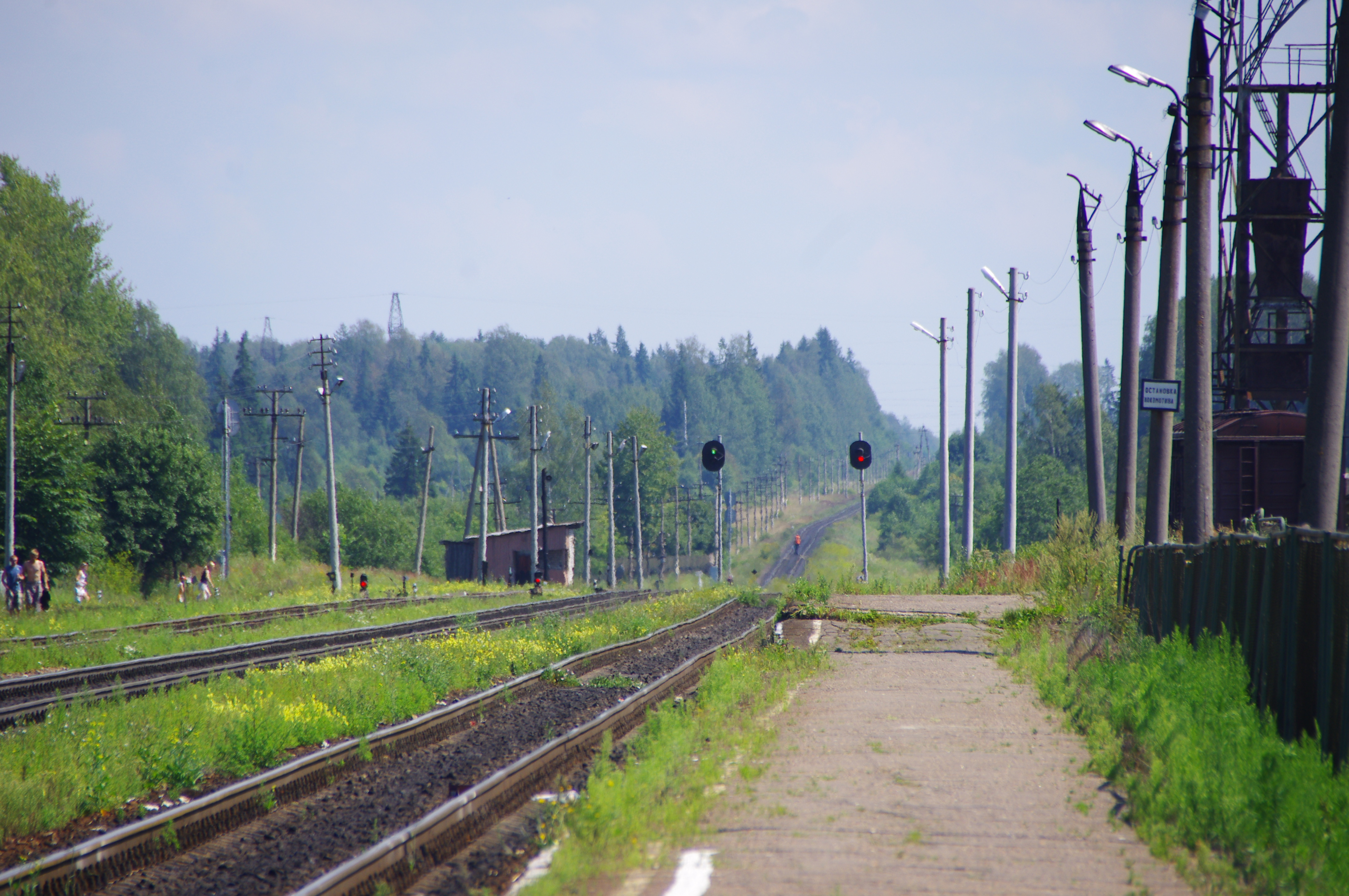
Wyjazd w stronę Rżewa